# Tom Hagen
Tom Hagen, född 1950 i Gran i Oppland, är en norsk affärsman och miljardär samt en av Norges rikaste personer.
Tom Hagen grundade elbolaget Elkraft AS 1991, där han är majoritetsägare, och utöver det har han ägnat sig åt handel med fastigheter och investeringar i energisektorn. Magasinet Kapital beräknade 2018 att hans förmögenhet var på 1,7 miljarder norska kronor. Mellan 2009 och 2020 tjänade han via sitt företag Holding 2 över en miljard norska kronor. Han äger även en hotellverksamhet vid en stor skidanläggning i Kvitfjell i Norge.
Den 31 oktober 2018 försvann hans fru Anne-Elisabeth Falkevik Hagen, och efter att ett påstått krav på en lösensumma om 9 miljoner euro framställts, antog norsk polis att hon blev kidnappad av personer för ekonomisk vinning. Betalningen uppges ha krävts i kryptovalutan Monero, vilket offentliggjordes av polisen i januari 2019. 
Den 28 april 2020 häktades Tom Hagen misstänkt för att ha mördat, eller medverkat till att ha mördat, sin fru. Efter överklagan till Høyesterett hävdes häktningen den 8 maj samma år. Misstanken om mord eller att ha medverkat till mord har dock stått fast. 